# Necessitem el teu vot
Necessitem el teu vot o Ens cal el teu vot (originalment en francès, Le Poulain) és una pel·lícula de comèdia francesa de 2018 dirigida per Mathieu Sapin. S'ha doblat i subtitulat al català.

## Sinopsi
Per una combinació de circumstàncies, un jove de 25 anys forma part de l'equip de campanya d'un candidat a les eleccions presidencials. Es converteix en l'ajudant d'Agnès Karadzic, directora de comunicació, una dona de poder i experiència que l'atrau i el fascina. Ella l'introdueix en les tàctiques de campanya, i al seu costat observa els girs i rivalitats dins de l'equip, abandonant a poc a poc la seva ingenuïtat per pujar de càrrec, fins a una posició molt estratègica.

## Repartiment
- Alexandra Lamy: Agnès Karadzic
- Finnegan Oldfield: Arnaud Jaurès
- Gilles Cohen: Pascal Prenois
- Valérie Karsenti: Catherine Beressi
- Philippe Katerine: Daniel
- Brigitte Roüan: Jacqueline Prenois
- Géraldine Martineau: Géraldine, periodista de televisió